# 寧古塔
ニングタ (満文 転写：ᠨᡳᠩᡤᡠᡨᠠ ningguta, 漢文 拼音：寧古塔 nínggǔtǎ) は、旧満州 (中国東北部) の古地名。現在の黒竜江省牡丹江市寧安市にあたる。
古く明末から清代を経て民国初期まで牡丹江中流域に存在した地名で、清代には満洲統治の重要拠点の一つであった。「寧古塔」は満洲語名の漢音写であり、後述の通り「寧古という塔」があったわけではない。

## 由来
「寧古塔ニングタ」は清代すでに「清朝宗室・愛新覺羅アイシン･ギョロ氏の発祥の地」であるという説がでていたが、これは誤謬である。その誤謬の元となったのは吳振臣『寧古塔紀略』(康熙60年1721) にある一文
```
寧古塔
在大漠之東，過黃龍府七百里，與高麗之會寧府接壤，乃金阿骨打起兵之處。雖以塔名，實無塔。相傳昔有兄弟六箇，各占一方，滿洲稱六爲寧古，箇爲塔，其言寧古塔，猶華言六箇也。
```

(抄訳：寧古塔は金の太祖が起兵した処に位置する。名に「塔」とつきながら、そこに「塔」はない。言い伝えでは六人の兄弟がそこにあり、それぞれ六箇所に分住したことに因むと言い、満洲 (建州女直) の言葉で「六ninggun」を「寧古nínggǔ」、「箇ta」を「塔tǎ」と発音する為、「六箇ningguta」の意味で「寧古塔nínggǔtǎ」と謂う。)
であるとされる。
「兄弟六箇」とは所謂「寧古塔貝勒ニングタ･ベイレ」のことで、ヌルハチ祖父ギョチャンガを含む六人の兄弟を指すが、ニングタ･ベイレが居住したのはヘトゥアラを中心とする現在の遼寧省撫順市新賓県一帯であり、黒龍江省ではない。満洲語「ningguta」の語源については定説をみないものの、通説は『寧古塔紀略』の説くところと同じく、即ち「六(個)」の意とされる。稻葉岩吉はこの「六」について、「遜扎塔sunjata城」の場合と同じく、六つの城がそこにあったことに因むのではないかと仮説を立てている。また別の一説では、「ta」は「箇」の意味ではなく「首領」の意味の満洲語「da」の変化形とする。

## 清代
寧古塔には旧城と新城がある。最初の寧古塔（旧城）は現在の牡丹江市海林市長汀鎮の海浪河南岸の盆地にあった。旧城は内城（周囲687m）と外城（周囲2,500m）で囲まれた小規模な都市であり、今もその遺構が残っている。海林周辺は農地としても肥沃であるほか林業・漁業・狩猟の適地でもあり、陸路や水路など交通の要所でもあった。
17世紀半ば、満洲北部にはロシア・ツァーリ国のコサックらが進出し、エロフェイ・ハバロフの探検をはじめとするロシア人の軍事活動や征服活動によって治安が揺らいでいた。1653年（順治10年）、アムール川（黒竜江）・ウスリー川沿岸一帯を抑える軍事組織であるアムバン･ジャンギン（amban janggin、昂邦章京）とメイレニ・ジャンギン（meiren i janggin、梅勒章京）が寧古塔城に置かれ、寧古塔は満洲支配のための拠点として強化された。1662年（康熙元年）にはアムバン・ジャンギンはニングタイ･ジャンギュン（ningguta i jiyanggiyūn、寧古塔将軍）に、メイレニ・ジャンギンの漢語名は副都統に改められ、寧古塔将軍は1666年（康熙5年）に海浪河より大きな河川である牡丹江に接した新城（現在の牡丹江市寧安市の寧安県城）に移転した。以後は新城が寧古塔と呼ばれることとなる。
1676年には寧古塔将軍は吉林に移駐してしまい、吉林将軍と改称しアムール川河口までを管轄とするようになったが、寧古塔の城はこれ以後も寧古塔副都統が残り、満洲東部の軍事・政治・経済の重要拠点であり続けた。沿岸の狩猟民族らが毛皮などの産品を携えて牡丹江やウスリー、アムールをたどり、寧古塔と交易を行った。遠く蝦夷地（北海道・樺太・千島列島）のアイヌ人も、黒竜江河口の少数民族を介して、寧古塔から来る絹など清の産品と毛皮などを交換する山丹貿易とよばれる貿易活動を行っていた。清代中期、牡丹江下流に建設された三姓（イラン・ハラ、現在のハルビン市依蘭県）の街が毛皮貢納を一手に引き受ける前は寧古塔がこれらの貿易を統括していた。また流刑地としても使われた。

## 近代の寧古塔
清代末期になると北京条約などによりアムール川以北やウスリー川以東はロシアに割譲され、毛皮貿易など少数民族相手の交易は衰える。また東清鉄道建設に伴いハルビンなどの街が建設されるが、それでも寧古塔は満洲東部の数少ない都市でありロシアなどに対する軍事拠点だった。特に牡丹江沿岸にあたるため水田耕作に適した土地で、19世紀終わりから漢民族や朝鮮人が周辺に移住し稲作や畑作を始めた。
吉林省設置以降は寧安府、次いで寧安県が寧古塔に置かれたが、寧安県設置以後も寧古塔という名は慣用的に使用されていた。辛亥革命以降の混乱期には、寧古塔は中国人の革命運動や朝鮮人の抗日パルチザンなどさまざまな勢力の拠点となった。1930年代に日本が満洲国をこの地に建国してからしばらくの間も寧古塔は農林業の集散地として栄えていたが、牡丹江市の建設により農林業上・軍事上の拠点としての地位を譲ることとなった。

### 典拠
1. ↑  “申忠一建州圖錄解說-四.”. 興京二道河子舊老城. pp. 61-66
2. 1 2  “第七節-丙. (寧古塔は六祖の故地に非ず)”. 清朝全史. 上. pp. 113-115
3. ↑  胡, 增益, ed (1994). “ᡩᠠ da”. 新满汉大词典. 新疆人民出版社. p. 152. "[名] ③ -ta；首领，头目，主谋。"
4. ↑  中山, 八郎 (1944). “清初ヌルハチ王國の統治機構”. 一橋論叢 14 (2):  30 (82).
5. ↑  鄭芝龍をこの地に流罪することが議論された。この地に流罪された上に処刑されたとの説もあるが（周婉窈（中国語版）『海洋之子鄭成功』407頁）、岡本さえの論文で、その説は否定されている（岡本さえ、「佟国器と清初の江南」、東洋文化研究所紀要、第百六冊、1998年3月。 doi:10.15083/00027200）。

### 註釈
1. ↑  李氏朝鮮から派遣されヌルハチの第一の居城フェ･アラを訪問した申忠一がのこした史料には、「林古打」なる名称の河川についての記載がみえる。稻葉岩吉はこれを現在の蘇子河の対音としている。[1]現在の韓国語では「n」の音が「l」に変換されることが多い為、それを加味すれば、「林古打Língǔdǎ」と「寧古塔Nínggǔdǎ」は発音上の類似点が多い。但し、ここでは断定までに至らない為、脚註にとどめた。
2. ↑  現代中国語では数量詞「个 (個)」がひろく用いられ、人についていう場合にも「一个(/個)人、两个(/兩個)人、…」と数える。「个」は「箇」の竹冠の左側を変形させたもので、「箇」と「個」はどちらも「gè」。
3. ↑  満洲語「sunja」は「五」の意。それに「ta」のついた「sunjata」は「五個」の意。『欽定盛京通志』巻32「城池4」には「遜扎塔城國語遜扎塔每五數之謂」とある。
4. ↑  「内務府総管booida」の「da」は頭取の意。

## 文献
- 章佳氏阿桂『欽定盛京通志 (増補本)』四庫全書, 乾隆49年1784 (漢) ＊Harvard Univ. Lib.所蔵
- 白鳥 庫吉 監修, 松井等, 箭内 亙, 稻葉 岩吉 撰『滿洲歷史地理』巻2, 南満洲鉄道株式会社, 大正31914
- 稻葉 岩吉『清朝全史』上巻, 早稲田大学出版部, 大正3年1914
- 『興京二道河子舊老城』建国大學研究院, 康徳6年1939